# Geografía de Bonaire
Bonaire es una pequeña isla perteneciente a los Países Bajos, que se encuentra en el extremo sur del mar Caribe, a unos 90 km al norte de la costa del estado Falcón al norte de Venezuela. Bonaire se caracteriza por el paisaje de tierras bajas y secas, y un clima tropical. Esta isla y la vecina Curazao fueron descubiertas por el explorador español Alonso de Ojeda.

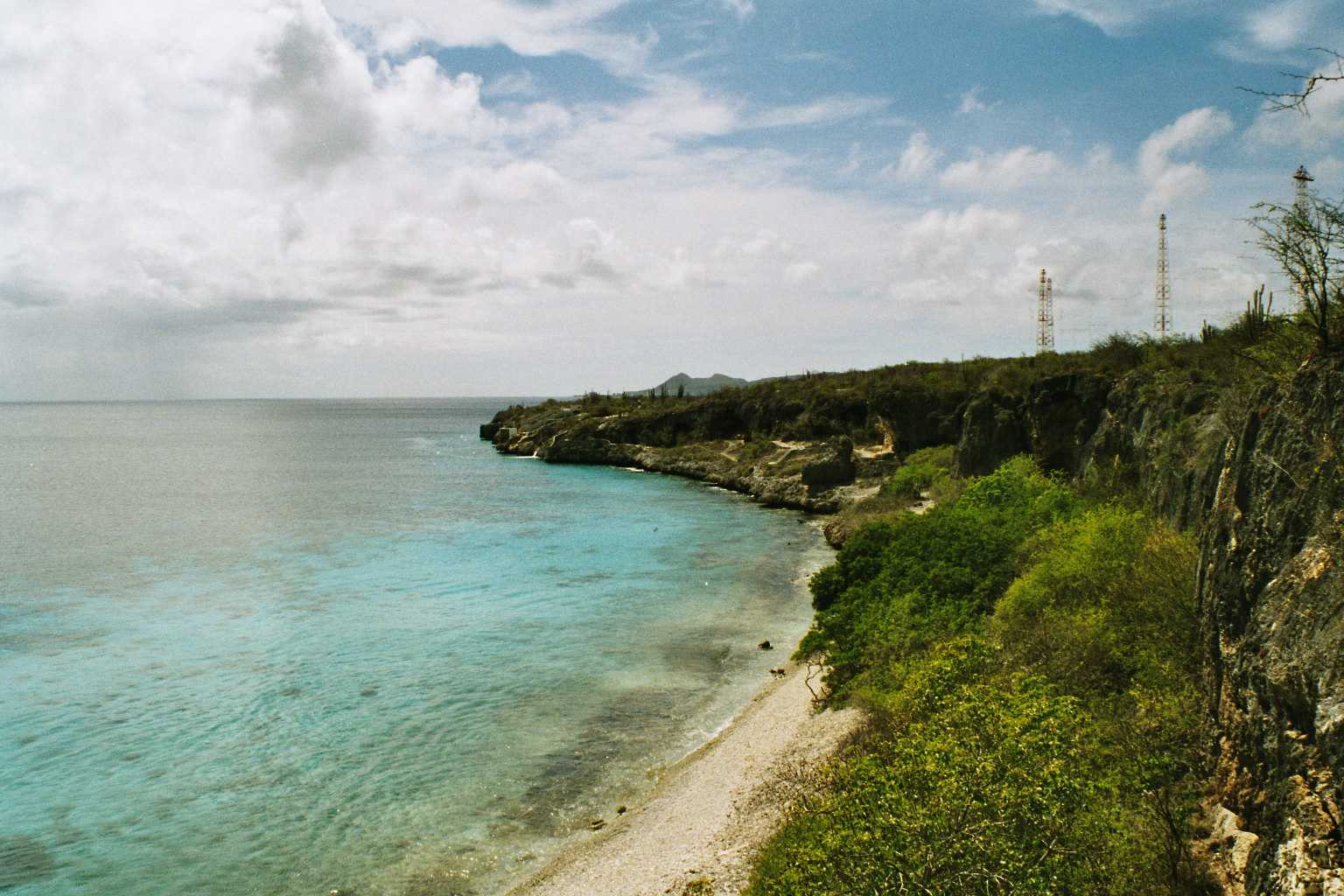
Vista de la costa de la isla

## Datos
Ocupa una superficie de 288 kilómetros cuadrados.
Se ubica en América del Sur pero comúnmente es incluida en América Central o América del Norte, 12 ° 10'N y 68 ° 15W. Se trata de una isla con forma de búmeran que se extiende por una longitud de 35 km y hace parte del archipiélago conocido como Antillas Menores.
Bonaire posee las aguas territoriales en el mar Caribe por lo que desde el sur limita con Venezuela. Estas fronteras fueron establecidas por el tratado de Límites de 1978 entre Venezuela y el Reino de los Países Bajos cuando Bonaire hacia parte todavía de las Antillas Neerlandesas.

## Geología
La isla se encuentra en el extremo sur de la placa del Caribe y se compone de rocas del Cretácico Superior volcánicas y sedimentarias. Los principales bloques de las rocas de la isla son areniscas y lutitas que han sido formadas a finales del Cretácico, algunas rocas más antiguas cubren provienen del Plioceno al Holoceno y son piedra caliza en arrecifes.
La isla es de tierras bajas y tiene un paisaje variado, donde hay numerosos cerros y colinas. La elevación más alta en la isla de Bonaire - el Monte Brandaris se eleva a 240 metros sobre el nivel del mar, y esta en la parte sur de la isla.

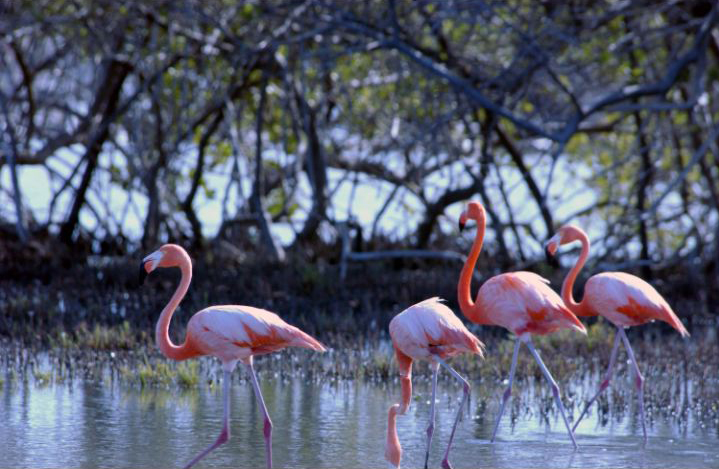
Santuario de Aves de Bonaire